# Élményjószág
Az élményjószág olyan információs javak megnevezése, amelyekre jellemző, hogy a fogyasztás tárgya egy információ, üzenet, illetve kulturális élmény. A szükséglet kielégítése élvezetet, elégedettséget nyújt az azt fogyasztó számára (közgazdasági értelemben ezt nevezzük hasznosságnak). A hasznosság azonban nem magához az eszközhöz, hanem az általa kielégített szükséglethez kapcsolódik.
A művészeti termékek esetében sokkal kevésbé meghatározható és sokkal szubjektívebb megítélés alá eshet a minőség. Egy filmet, színházi előadást, dalt az egyes kritikusok is többféleképp ítélhetnek meg. E kulturális javak hasznosságáról mindkét fél, a termelő és a fogyasztó is tökéletlenül informált, mivel a fogyasztó nem tudja milyen szolgáltatást kap, a termelő pedig azt, hogy az általa nyújtott szolgáltatást a fogyasztók hogyan fogják értékelni.

## Hasznosság és minőség
Az élményjavak esetében a hasznosságot és az általa nyújtott minőséget csak utólag, ex post lehet megítélni, ezért ez kockázatot és bizonytalanságot jelent a potenciális fogyasztó számára. Van lehetőség az előzetes információgyűjtésre, ami csökkentheti ugyan a bizonytalanságot, de teljesen nem szünteti meg. Ez mindkét fél érdeke, ezért különböző jelzéseket bocsátanak ki, amik feladata, hogy a fogyasztókat minél több információval lássák el az adott szolgáltatás minőségéről, jellemzőiről. Vannak olyan termékek, amelyeknél jelzés lehet a márkanév, szolgáltatások, amelyeknél az azt nyújtó presztízse, díjai, mások esetében pedig egy-egy kritika. Ez a reputációs mechanizmus abban az esetben működik, ha a jelenben szerzett tapasztalat hatással van a jövőbeni fogyasztásra.

## Bizonytalanság
A bizonytalanság mind a fogyasztó, mind a termelő oldalán fellép. Ennek a bizonytalanságnak a csökkentése nem csak a fogyasztó, de a termelő érdeke is. Ha nem keresési javakról beszélünk, akkor a fogyasztók döntését tapasztalataik és a környezettől érkező információk egyaránt befolyásolják. Ha a fogyasztó egyszer olyan terméket talál, ami megfelelt várakozásinak és megfelelő hasznossági szintet eredményezett, akkor az információ szerzés költségessége miatt valószínűbb, hogy újra ezt a terméket fogja fogyasztani. A termelőknek pedig az az érdekük, hogy miután megszerezték egy fogyasztó „vásárlását”, azt maguknál tartsák.
Emiatt használják a vállalatok az úgynevezett jelzéseket (signaling), és a reputációs mechanizmusokat.

## Jelzések
A jelzések használatával a termelők a termékek minőségéről, várható jellemzőiről adnak információt a fogyasztóknak. Így próbálják meggyőzni a potenciális fogyasztót, hogy a termékük valóban jó minőségű, és megtalálni azokat a fogyasztókat, akik az ilyen paraméterrel rendelkező termékeket keresik. A reklámok és hirdetések mellett az információs javaknál a szakértők véleményének meghatározó a szerepe. Egy filmnél a filmkritikusok véleménye, illetve díjak odaítélése, egy albumnál szintén a zenekritikusok és a díjazások jelenthetnek jó támpontot a vásárlóknak.

## Reputációs mechanizmus
A reputációs mechanizmus akkor lép életbe, amikor a vásárlásnál a múltbeli tapasztalatokra és másoktól kapott információkra támaszkodnak a fogyasztók. Ha a termelő tartósan, megbízhatóan jó minőségű terméket állít elő, akkor sikerül jó reputációt kiépítenie, ezzel csökkentve a fogyasztók bizonytalanságát, és keresési költségeit. Például nagyobb valószínűséggel nézi meg a fogyasztó Tarantino legújabb filmjét, mint egy elsőfilmes rendezőét, mert Tarantino előző filmjei is elnyerték a tetszését.
Ezzel a helyzettel azonban vissza is élhetnek a termelők, ha csak egyszeri vásárlásról van szó. Ha termelő eltitkolja a termék valódi tulajdonságait, amit a vásárló helyben nem tud felmérni, akkor magasabb áron adhat el egy silány minőségű terméket, kihasználva a kettőjük között fennálló információs aszimmetriát. A silány minőségű terméket a szakirodalom „lemon”-nak nevezi